# Battaglia di Tarawa
La battaglia di Tarawa si combatté tra il 20 e il 23 novembre 1943 sull'isola di Betio, compresa nell'atollo di Tarawa delle isole Gilbert. Vide contrapposte le forze della Marina imperiale giapponese a quelle dei marines statunitensi, che conquistarono l'isola dopo feroci combattimenti, dovuti all'approssimativa organizzazione degli attacchi anfibi e alla molteplicità delle difese nipponiche.
A seguito della conquista furono consegnate quattro Medal of Honor, di cui tre postume. L'isola fu considerata dagli statunitensi stessi come il posto meglio difeso contro uno sbarco di tutta la seconda guerra mondiale dopo Iwo Jima.

## Antefatti
L'atollo di Tarawa era stato occupato dall'Impero giapponese il 10 dicembre 1941, tre giorni dopo l'attacco di Pearl Harbor. A seguito dell'incursione dei Raiders sull'atollo Makin del 16-17 agosto 1942, Il Gran Quartier generale imperiale si rese conto che occorreva rinforzare massicciamente queste posizioni per evitare il ripetersi di simili attacchi e per parare una possibile offensiva americana: perciò nel settembre 1942 il contrammiraglio Saichirō Tomonari fu nominato comandante delle Gilbert. Un secondo fattore che giustificò tali ordini fu l'insieme di informazioni trasmesse da alcune spie a Pearl Harbor: avvisarono che era stata riunita una grande flotta, cosa che confermava i timori che gli Alleati si preparavano ad attaccare da un altro lato la "Sfera di Prosperità Comune".

## Situazione e piani

### Il piano di sbarco e le forze statunitensi

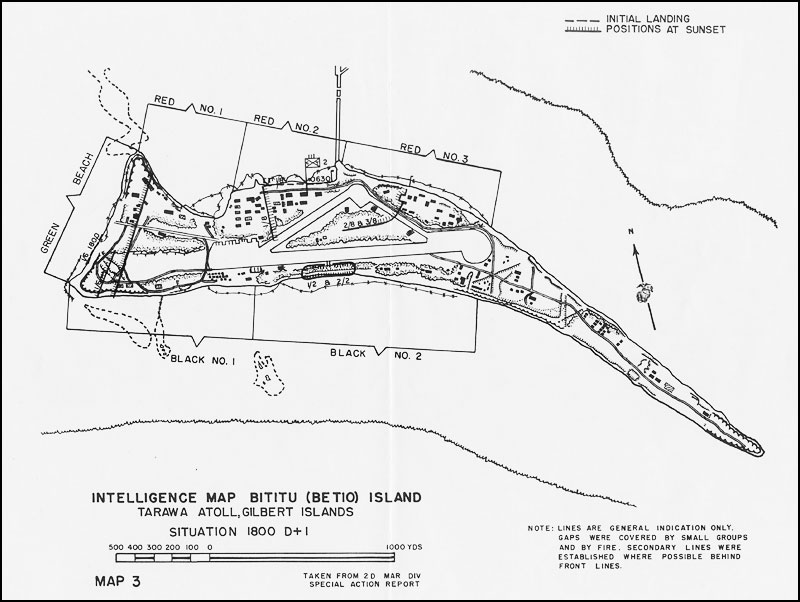
Il piano di sbarco americano per Betio, con il nome assegnato a ogni spiaggia. Sono visibili il grande aeroporto e il molo a nord

A partire dalla seconda metà del 1943 le industrie americane avevano iniziato a fornire enormi quantità di materiali d'ogni genere, oltre a permettere l'allestimento di nuove Task force che annoveravano le più moderne portaerei (classe Essex) e velivoli all'avanguardia; inoltre la flotta anfibia statunitense era equipaggiata con mezzi prodotti espressamente per questo scopo, alcuni innovativi come il cingolato LVT o le grandi navi da trasporto LCM e LST: era logico che, con simili quantità di mezzi militari, si sarebbe potuto aprire una seconda breccia nel dispositivo di difesa nipponico nel Pacifico, tanto più che la nuova flotta che doveva condurre le operazioni nel Pacifico centrale, la numerosa Task Force 58, aveva già dimostrato le sue grandi potenzialità.
La scelta del luogo del prossimo sbarco fu esitante, visto che si sarebbero potute attaccare le isole Gilbert, le Marshall o le Caroline senza intralciare i piani delle future offensive. Alla fine il comandante in capo ammiraglio Chester Nimitz scelse le Gilbert perché vicine all'Australia e poco protette, come era stato constatato l'anno precedente; in particolare si scelse di occupare l'atollo di Tarawa, al centro dell'arcipelago, mentre gli altri sarebbero stati saltati con la stessa tecnica adoperata alle Salomone. Solo un'isola dell'atollo, Betio, sarebbe stata attaccata: era l'unica con un aeroporto e controllava l'unico accesso alla laguna interna. Designato il settore della nuova offensiva (denominata in codice operazione Galvanic e stabilita per il 10 novembre), alla riunione del 4 settembre 1943 tenutasi a Pearl Harbor furono assegnati i comandi:

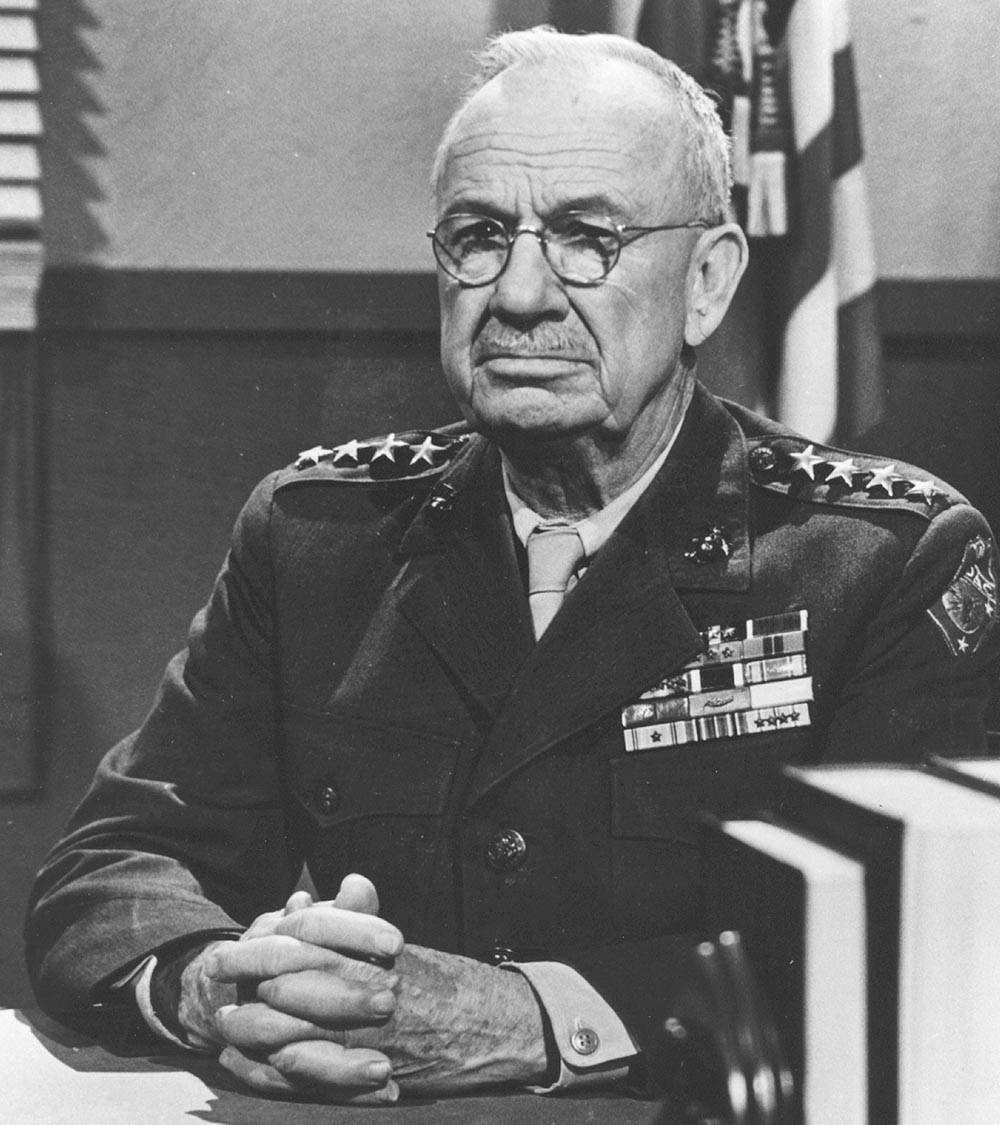
Il maggior generale Holland Smith, comandante delle forze anfibie del V corpo a Tarawa

- l'ammiraglio Raymond Spruance assunse il comando della nuova Quinta Flotta;
- l'ammiraglio Richmond Turner fu posto al controllo generale delle forze anfibie e ricevette anche l'ordine di sbarcare sull'isola Nauru;[7]
- un attacco secondario all'isola di Abebama fu affidato al contrammiraglio Harry Hill;
- per lo sbarco vero e proprio fu costituito il V Corpo anfibio, forte di circa 20 000 uomini, al comando del tenente generale Holland Smith e comprendente:
  - la 27ª Divisione di fanteria, che avrebbe operato gli sbarchi secondari (maggior generale Ralph C. Smith);
  - la 2ª Divisione Marines, articolata su tre reggimenti (2°,6º e 8º) e incaricata dell'attacco a Betio (maggior generale Julian C. Smith).

La forza di invasione fu tra le più grandi mai utilizzate per una sola operazione nel Pacifico: era composta da 17 portaerei (5 di squadra, 5 leggere, 3 di scorta), 9 corazzate, 8 incrociatori pesanti, 4 leggeri, 66 cacciatorpediniere e 36 mezzi di trasporto; a essa furono affidati tre diversi compiti:
- il gruppo navale del contrammiraglio Ragsdale, con 3 corazzate, 5 portaerei di scorta, 2 incrociatori pesanti, 3 leggeri e un cacciatorpediniere avrebbero dato appoggio tattico alle truppe;
- il gruppo navale dell'ammiraglio Montgomery, con 3 portaerei di squadra, avrebbe fornito il sostegno aereo all'invasione;
- infine, la flotta di 6 corazzate veloci del viceammiraglio Willis Lee avrebbe dovuto fermare ogni possibile mossa nipponica proveniente dalle Marshall.

Gli strateghi militari statunitensi decisero di attaccare Betio dal lato settentrionale, ritenuto il meno difeso e dove si trovavano acque più calme per i mezzi da sbarco. Le spiagge di sbarco erano tre e si chiamavano, da ovest a est: spiaggia Red 1, che doveva essere assaltata dal 3º Battaglione del 2º Reggimento marines e che si estendeva all'interno di una baia; alla sua destra la spiaggia Red 2, obiettivo del 2º Battaglione 2º Reggimento, e che si estendeva per 455 metri dalla parte finale orientale della baia fino a un lungo molo di 400 m sulla destra; infine il 2º Battaglione dell'8º Reggimento doveva sbarcare lungo una striscia di 728 metri denominata spiaggia Red 3, divisa in due dal piccolo molo di Burns-Philp. Le prime tre ondate d'assalto di 1 500 marines sarebbero state condotte con l'uso di cingolati anfibi LVT-2 e LVT-1 del 2º Battaglione trattori anfibi, le successive sarebbero state trasportate con gli LCVP.

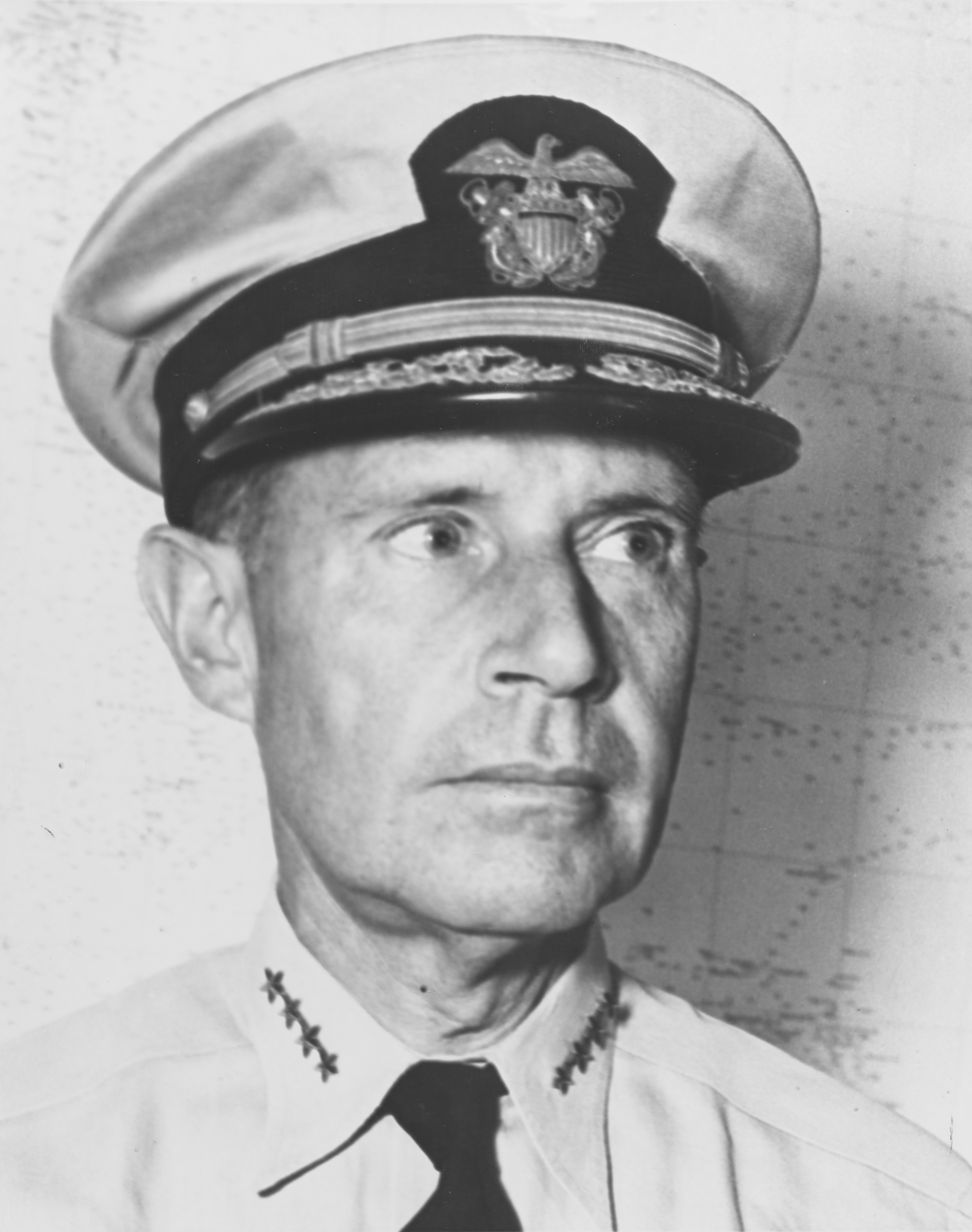
L'ammiraglio Raymond Spruance, comandante della Quinta Flotta statunitense

Esistevano altre tre spiagge, dove però non si progettavano sbarchi per il giorno D: sul lato occidentale di Betio la spiaggia Green e su quello meridionale le spiagge Black 1 e Black 2.
Durante la riunione fu però sollevato un interrogativo apparentemente marginale: la marea sarebbe stata abbastanza alta da consentire alle chiatte e ai mezzi da sbarco più grandi di giungere sulle spiagge senza urtare le scogliere coralline? Si scatenarono feroci discussioni, visto che alcuni comandanti chiesero che si spostasse lo sbarco a un periodo di alta marea, ma molti altri ufficiali, tra i quali l'ammiraglio Turner, non si preoccuparono e ottimisticamente affermarono che gli scogli sarebbero stati sommersi. Alla fine furono mantenute le direttive convenute e fu deciso di incrementare il numero di AMTRAC dei vari modelli. La colpevole, incosciente leggerezza con la quale si pianificò lo sbarco ebbe conseguenze drammatiche.
Per garantire l'effetto sorpresa, l'ammiraglio Nimitz decise che il bombardamento pre sbarco doveva durare un massimo di tre ore, suddiviso in tre fasi: la prima, di un'ora (60 minuti prima dell'ora H, dalle 06:30 fino alle 07:30) prevedeva un bombardamento su obiettivi designati; la seconda sarebbe iniziata subito dopo e durata cinquanta minuti (H-50 minuti, ovvero dalle 07:30 alle 08:20) e avrebbe continuato il bombardamento iniziando dalla riva e allungando il tiro verso l'interno; nell'ultima fase le navi al largo avrebbero dovuto rispondere ad eventuali richieste di fuoco di supporto dalle truppe sulla spiaggia. Dalle 05:45 alle 06:15 aerei avrebbero inoltre bombardato e mitragliato a bassa quota i bersagli indicati. Alle 08.30 (ora H) sarebbe iniziato lo sbarco.

### Fortificazione di Betio, effettivi e tattica giapponesi

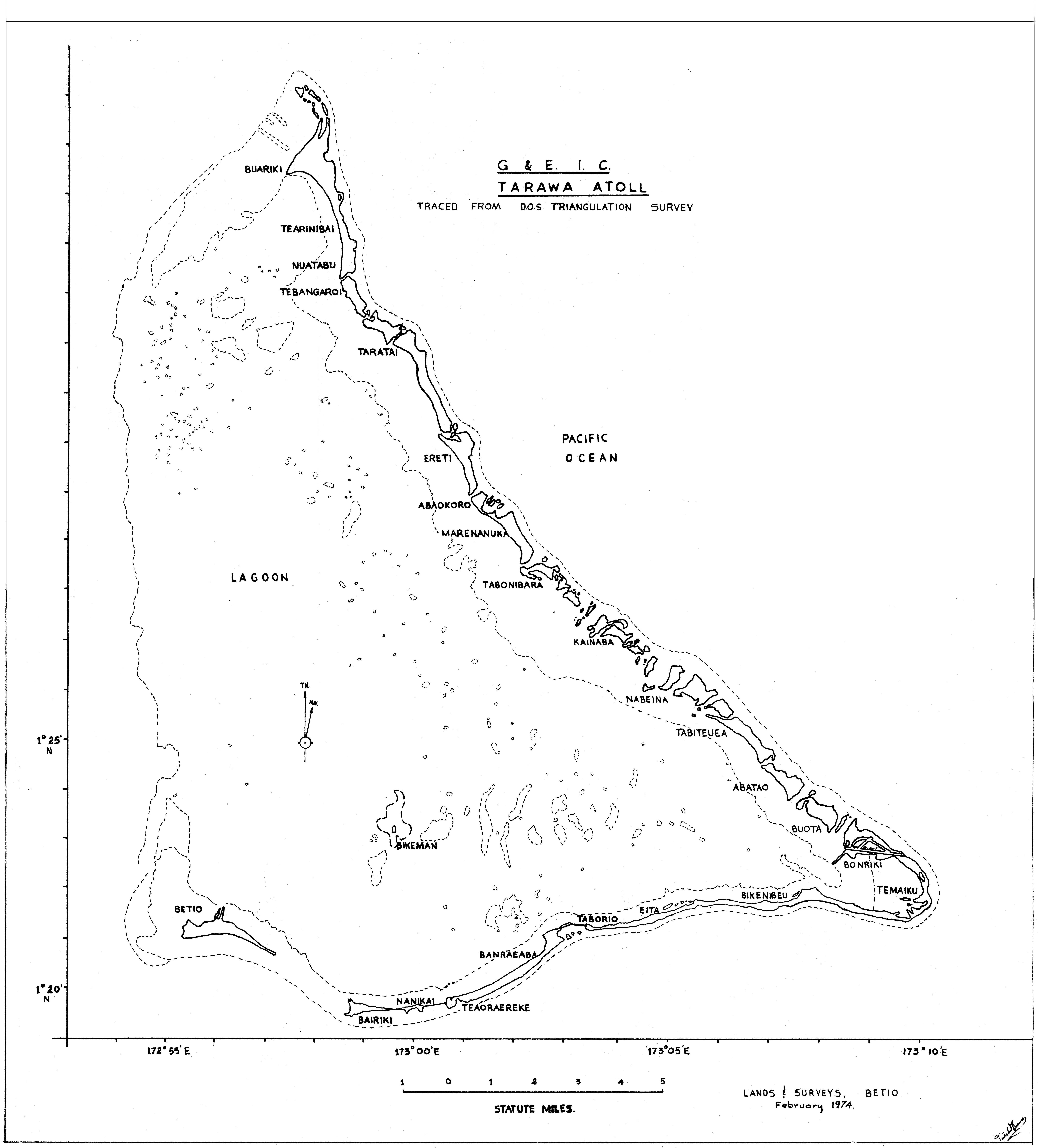
L'atollo di Tarawa, dalla caratteristica forma a freccia; l'isola di Betio (o Bititu) è a sud-ovest

L'isola di Betio fa parte dell'atollo di Tarawa, al centro dell'arcipelago delle Gilbert e situato nel sud dell'oceano Pacifico: essa ha una lunghezza di 3 700 metri, è larga al massimo 730 metri circa, ha un'area di 1,5 km² e in nessun posto supera i 3 metri sopra il livello del mare. Nonostante le dimensioni ristrette dell'isola, i giapponesi costruirono nei mesi di settembre-ottobre un campo d'aviazione con una pista di 1213 metri, che però tolse spazio alle difese in profondità capaci di coprirsi a vicenda contro una possibile invasione dal mare. Perciò Saichiro giunse alla conclusione che gli avversari dovevano essere fermati sulle spiagge: l'intero piano di difesa dell'isola si basò su questo principio.
Le difese su Betio erano formidabili. Sulle spiagge era stata costruita una lunga barricata formata da tronchi di palme da cocco, alti un metro e mezzo, ancorati tra loro mediante ramponi d'acciaio e posti a breve distanza dalla riva: questa sorta di "muro" doveva impedire l'utilizzo di veicoli ed intralciare le operazioni di sbarco; inoltre i giapponesi edificarono fortini e casematte di modo che colpissero d'infilata chi si fosse messo al riparo dei tronchi. Le fortificazioni erano state erette sia utilizzando il cemento, sia sfruttando le risorse dell'isola: proprio qui nacquero i rifugi fatti di tronchi incrociati e agganciati tra loro, poi ricoperti di sabbia, che si riveleranno assai resistenti. Tutte le opere difensive furono interrate parzialmente e collegate da sistemi di gallerie. Infine, si cercò di nascondere e mascherare ogni posizione di fuoco, e il settore di tiro di ognuna fu calcolato con estrema cura: ogni minimo corridoio era battuto da almeno due armi; i 14 carri armati leggeri Type 95 Ha-Go che il contrammiraglio Saichiro aveva fatto sbarcare furono interrati fino alle torrette, e divennero altrettanti piccoli fortini con cannoni da 37 mm. Furono anche scavati fossati anticarro profondi dagli 1,5 ai 2 m e larghi dai 3,6 ai 4,2 m su entrambi i lati del campo d'aviazione, fu piazzato filo spinato a ridosso dell'acqua in modo da circondare l'isola, e furono creati campi minati con diversi tipi di ordigni.
Gli armamenti per la difesa della costa comprendevano numerose mitragliatrici leggere e pesanti da 7,7 mm, multiuso da 13 mm (anche binate), 8 cannoni da campo da 37 mm, 6 obici da fanteria da 70 mm, 10 cannoni da montagna da 75 mm, 8 multiuso da 75 mm, 6 antinave da 80 mm, 4 multiuso binati da 127 mm, 4 costieri da 140 mm e infine quattro pezzi da 203 mm, acquistati nel 1905 dall'Inghilterra.
Durante l'agosto 1943 Tomonari fu sostituito dal contrammiraglio Keiji Shibasaki che, constatando il numero e l'eccellenza delle fortificazioni terrestri, si dedicò principalmente alla posa di ostacoli sottomarini e di mine navali, oltre a palificazioni per bloccare e scompaginare le formazioni di mezzi da sbarco, sì da poterli distruggere con l'artiglieria. Le truppe di cui Shibasaki disponeva per la difesa giunsero a scaglioni dal settembre 1942 al maggio 1943; al 20 novembre la struttura di comando e la forza della guarnigione di Betio erano le seguenti:
- Quartier generale delle forze d'occupazione delle isole Gilbert - Betio (contrammiraglio Keiji Shibasaki);
  - 3ª Forza da base speciale, ex 6ª Forza da sbarco speciale "Yokosuka", giunta il 15 settembre 1942 e forte di 1 122 uomini (contrammiraglio Keiji Shibasaki);[3]
  - 7ª Forza da sbarco navale speciale "Sasebo", giunta il 17 marzo 1943 e forte di 1 497 uomini (capitano di fregata Takeo Sugai);[18]
  - 111ª unità costruzioni, giunta il 20 dicembre 1942 e forte di 1 247 uomini (tenente di vascello Tsutomu Murakami);
  - 4º dipartimento costruzioni, giunto nel mese di maggio e forte di 970 uomini (tenente Bo Saga);
  - erano inoltre presenti 400 addetti all'aeroporto, militarizzati e impiegati come portaferiti, portamunizioni o ausiliari;
  - i 1200 operai coreani erano per lo più compresi nel 4° dipartimento e nella 111ª unità, ma non esistono dati precisi sulla loro disposizione. Certo è che erano stati sommariamente addestrati per formare una sorta di riserva, di scarso valore. La guarnigione nipponica comprendeva 2 619 fanti di marina e 2 217 uomini addetti alle costruzioni, a cui si aggiungevano i 400 addetti alla pista d'atterraggio impiegati come ausiliari. I veri soldati erano 4 836 uomini su 5 236 effettivi.[3]

I preparativi giapponesi rispondevano al Piano Yogaki, una serie di disposizioni che avrebbero dovuto rendere l'arcipelago coriaceo e infliggere gravi danni agli americani grazie al coordinamento di mezzi subacquei, di superficie e aerei. Sebbene i comandanti nipponici non sapessero con precisione quale parte delle Gilbert sarebbe stata colpita dagli americani, Shibasaki era certo che l'atollo del quale dirigeva la difesa era l'obiettivo degli statunitensi. Non si sorprese quando fu informato che la flotta americana puntava proprio contro Tarawa e dunque Betio.

## La battaglia

### Azioni preliminari

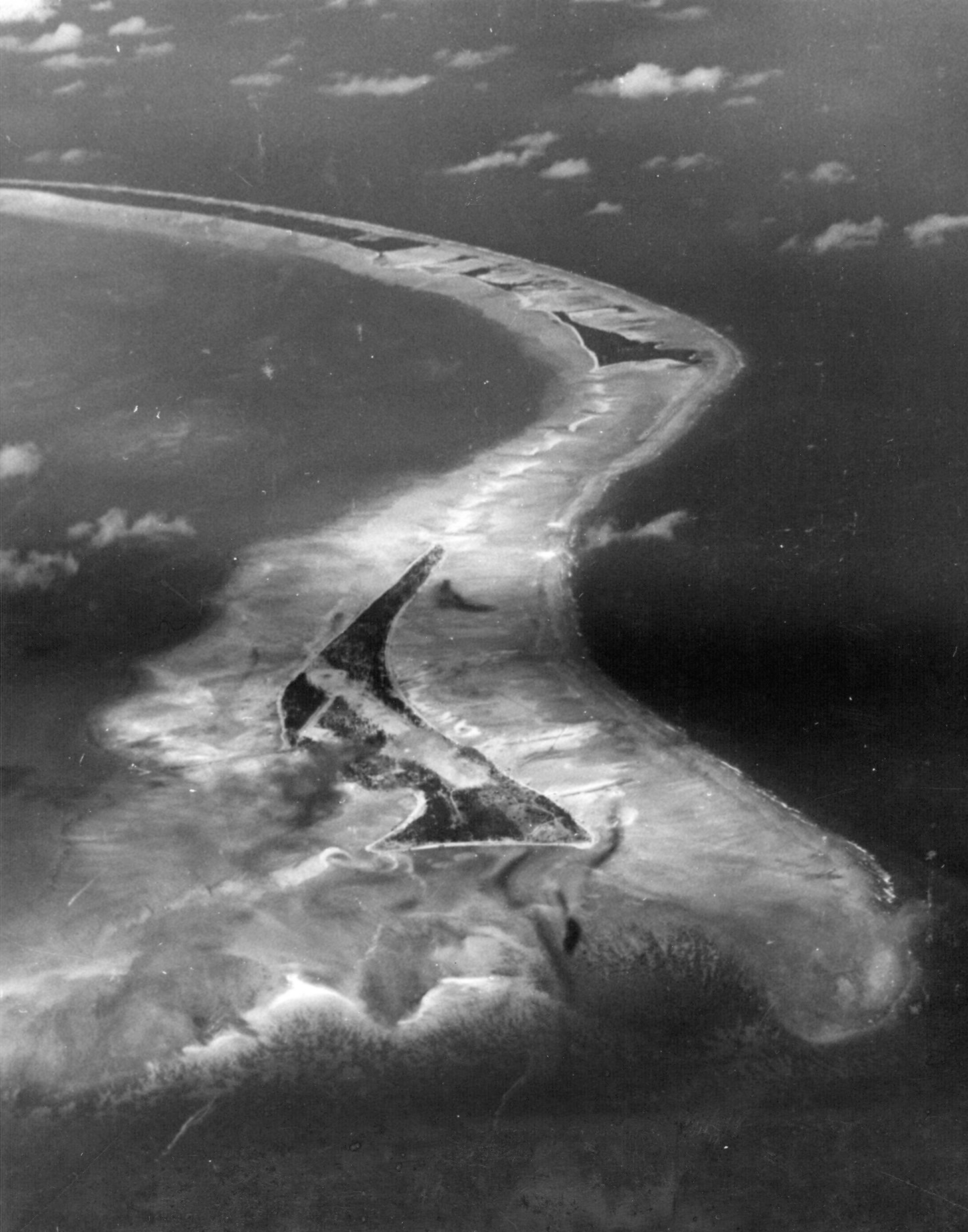
Una foto aerea dell'isola di Betio ripresa da un velivolo della 7th Air Force nel settembre 1943

Gli americani iniziarono i bombardamenti aerei il 18 settembre, quando 25 apparecchi della 7th Air Force di base alle isole Ellice attaccarono Betio gettandovi 21 tonnellate di bombe, seguiti il 19 settembre da 90 aerei provenienti dalle portaerei USS Lexington, Belleau Wood e USS Princeton; il 20 settembre la 7th Air Force attaccò di nuovo l'isola, assai debolmente contrastata dal fuoco antiaereo. Le uniche conseguenze che ebbero questi bombardamenti fu l'interruzione dei lavori per la posa degli ostacoli sottomarini, in quanto le fortificazioni rimasero praticamente intatte, e la morte di 38 operai coreani. Le foto scattate dagli aerei da ricognizione fecero comunque grande impressione tra i comandanti americani, che non avevano previsto una così massiccia fortificazione dell'isola (e sì che tali foto rivelavano solo parte delle opere difensive): fu deciso di intensificare le incursioni aeree.
Nel frattempo il contrammiraglio Shibasaki, conscio che l'isola stava per divenire obiettivo di potenti attacchi aerei, ordinò a fine settembre l'evacuazione dei pochi apparecchi di base a Betio nelle Marshall, per evitarne l'inutile distruzione: la mossa fu saggia in quanto gli americani bombardarono ininterrottamente il 18 e 19 novembre, ritenendo così di aver provato a sufficienza la guarnigione giapponese. Già prima che tale incursione fosse sferrata, parte della flotta d'invasione, con più di 100 navi da guerra era partita da Wellington, aveva provato lo sbarco a Efate nella prima metà di novembre e si era diretta poi sull'atollo di Tarawa; l'altra metà della flotta era partita il 10 novembre da Pearl Harbor.

### Lo sbarco a Betio - 20 novembre

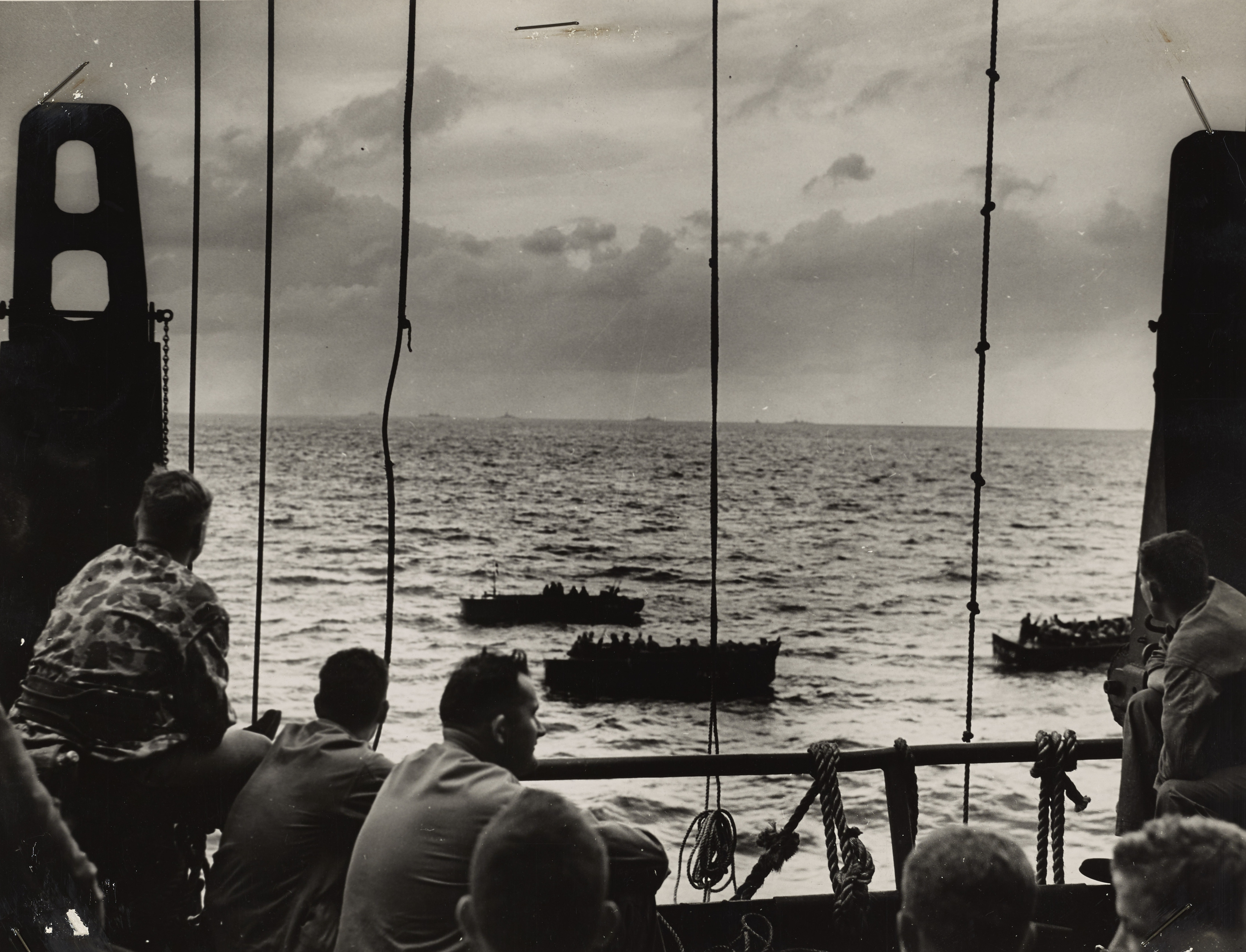
Nelle prime ore del 20 novembre i marine scendono dai grandi trasporti e prendono posto negli AMTRAC

Alle 02:20 del 20 novembre la flotta si fermò a ovest del passaggio, che sarebbe stato passato dai mezzi da sbarco incaricati di portare a terra gli uomini sulla costa nord dell'isola. Alle 03:30 i Marines discesero negli AMTRAC e attesero l'ora H. Improvvisamente alle 05:00 circa sprizzò un razzo rosso dall'isola e i cannoni giapponesi tuonarono, prendendo di mira i trasporti, ma le corazzate americane guidate dalla USS Maryland iniziarono a loro volta un violento tiro di controbatteria; alle 05:42 i pezzi da 406 mm delle corazzate smisero di sparare per lasciare campo libero all'aviazione, che però giunse solo alle 06:30: i giapponesi ne approfittarono per riprendere il fuoco sui trasporti che stavano avanzando, senza però colpirli, mentre la Maryland riprendeva a cannoneggiare l'isola. Appena giunti gli aerei rovesciarono altre tonnellate di bombe su Betio, sollevando una grande nuvola di fumo e polvere. La preparazione d'artiglieria sembrò dunque aver raggiunto il suo scopo e tra i reparti pronti allo sbarco si diffuse l'ottimismo.
Frattanto le operazioni di sbarco, che erano state rinviate alle 09:00 a causa del ritardo dell'aviazione, furono iniziate da due dragamine che entrarono nella laguna per ripulirla, ma dall'isola partirono altre salve che inquadrarono le due navi; dei due cacciatorpediniere accorsi a proteggere i dragamine il Ringgold incassò un proiettile che però non esplose.

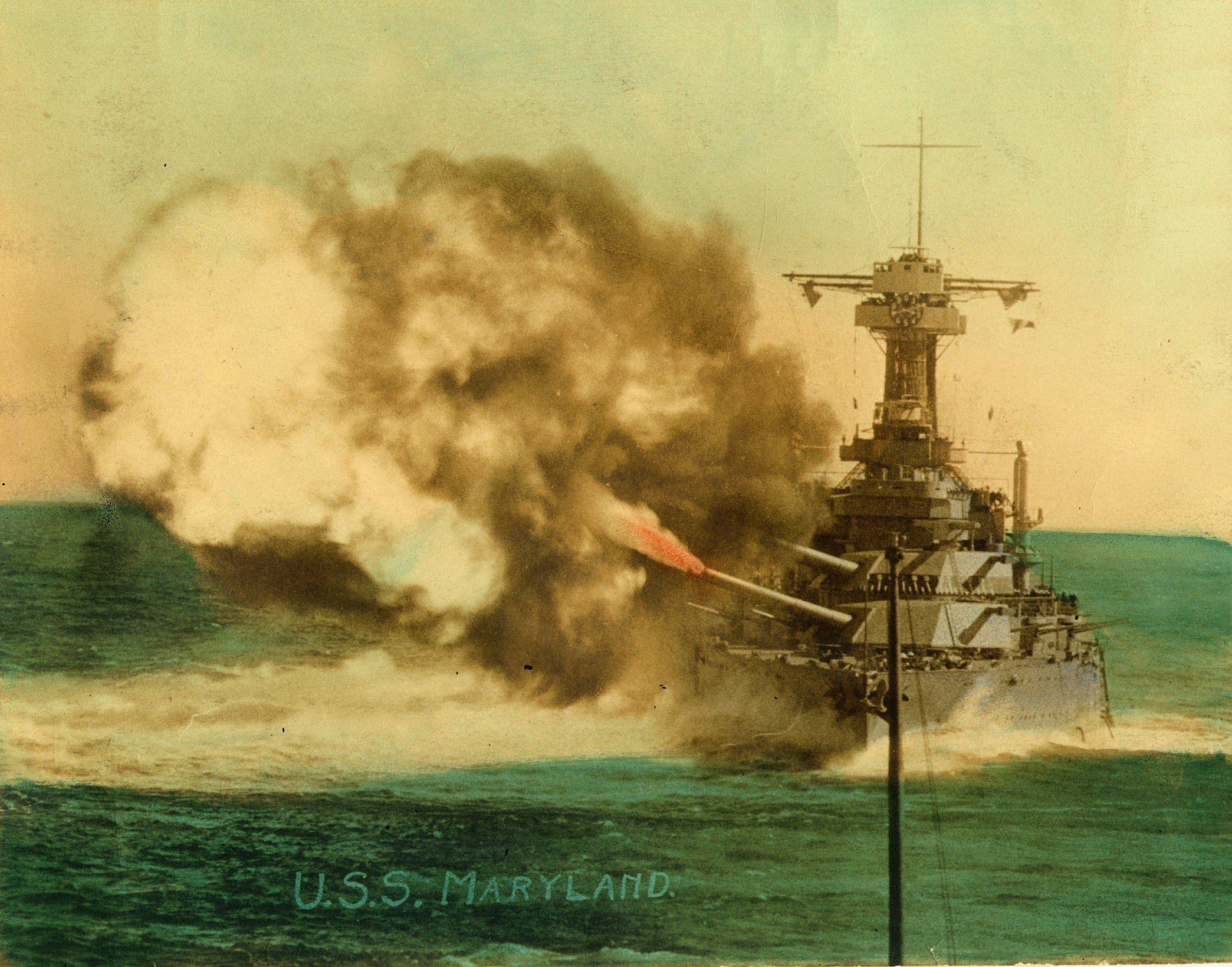
Una bordata dei pezzi da 406 mm della corazzata Maryland

Riprese perciò il tiro delle corazzate e degli incrociatori, che dopo un quarto d'ora circa sembrò ridurre al silenzio le batterie giapponesi, in quanto non un colpo di risposta partiva dall'isolotto. Mancavano pochi minuti alle 09:00 e la prima ondata di LVT era già in acqua dalle 08:25, in quanto era avanzata sotto la protezione dei cacciatorpediniere: non si udiva un colpo di cannone, solo qualche proiettile di piccolo calibro veniva sparato; i Marines erano stati resi fiduciosi dallo spiegamento della flotta e dallo spaventoso bombardamento aeronavale che Betio aveva subito. Alle 09:00 in punto i primi cingolati arrivarono alle scogliere, e i comandanti americani videro con apprensione che i loro timori non erano stati insensati: gli LVT avevano problemi a superare la poco profonda barriera corallina, artigliarono il corallo e si inerpicarono sugli scogli per poi immergersi nella laguna.
In quel preciso istante i giapponesi aprirono il fuoco con le armi a loro disposizione, cogliendo gli americani in una situazione delicata. I mezzi da sbarco esplosero e furono squarciati dal diluvio di fuoco; le perdite salirono vertiginosamente. I Marines sopravvissuti scesero nell'acqua alta fino al torace e arrivati sulla spiaggia si misero subito al falso riparo offerto dalla barricata di tronchi o tra i piloni del pontile, dove furono fatti oggetto di tiri micidiali di armi automatiche. Sembrava che la guarnigione nipponica non avesse assolutamente risentito della preparazione d'artiglieria e dei bombardamenti aerei, anzi pareva che le difese e le armi su Betio fossero intatte. Incontro a questo massacro finì anche un reparto di 40 uomini e 2 AMTRAC che, giunto sulla riva alle 09:05, aveva percorso tutti i 500 metri del pontile, per poi ritrovarsi decimato e bloccato dalla barriera di tronchi nello stesso momento in cui i pochi anfibi superstiti della prima ondata arrivavano sulla spiaggia Red 1; alle 09:17 anche la spiaggia Red 3 era raggiunta, e alle 09:22 Marines mettevano piede a terra su Red 2.

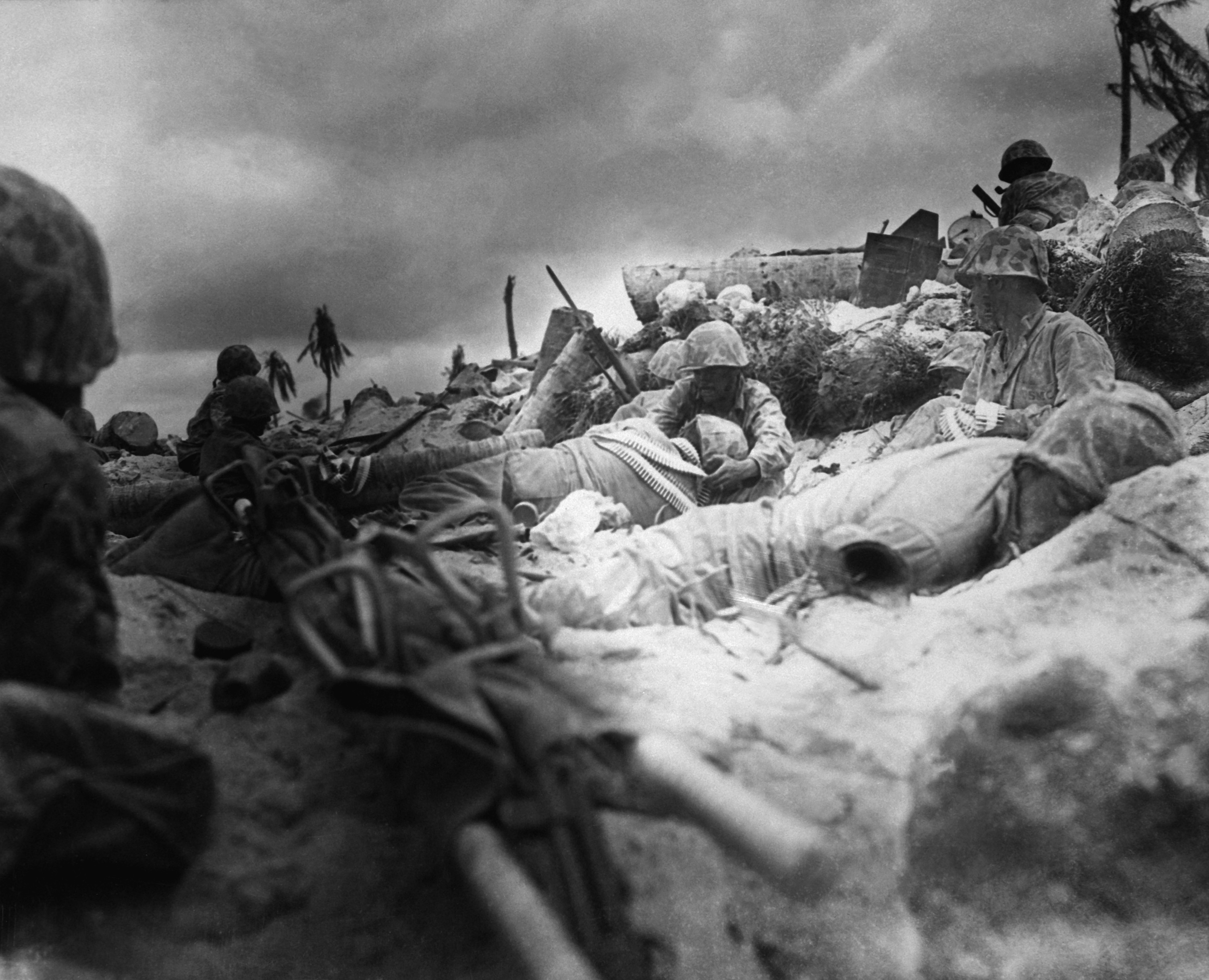
La prima ondata sulla spiaggia Red 3 cerca rifugio dal mitragliamento giapponese dietro la barriera di tronchi

La situazione comunque era disperata: gran parte dei cingolati da trasporto stava bruciando sulle scogliere o nella laguna, le perdite erano state assai alte durante i primi venti minuti e continuavano a salire, gli attacchi condotti a bassissima quota dagli aerei sembravano non sortire effetto alcuno e appena stabilito il contatto radio con le navi al largo il colonnello Shoup, sbarcato con le truppe e rimasto ferito, informò i comandi che dei soldati della prima ondata almeno il 70% era morto o ferito; gli americani occupavano una striscia di costa con una profondità massima di 6 metri, dove già si accumulavano i rottami degli LVT e i cadaveri.
Le ondate seguenti dovettero procedere a piedi per la mancanza di altri anfibi, e gli ufficiali dettero ordine alle truppe che si disperdessero; i giapponesi, avvistatili, diressero il tiro dei cannoni e delle mitragliatrici sulla laguna, provocando un'altra strage tra le file statunitensi, i cui sopravvissuti si gettarono dietro la barricata assieme ai commilitoni, subendo anche qui nuove perdite. Pattuglie mandate in avanscoperta per localizzare le fortificazioni nemiche e iniziare ad avanzare furono falciate e annientate. Mentre i marine cercavano di organizzarsi e collegarsi tra loro, piccoli gruppi di soldati nipponici, strisciando tra le carcasse dei veicoli e i corpi dei morti, attaccarono alle spalle gli americani; altri si appostavano per poi prendere a fucilate gli infermieri o i soldati che assistevano i compagni feriti.

### I combattimenti sulle spiagge

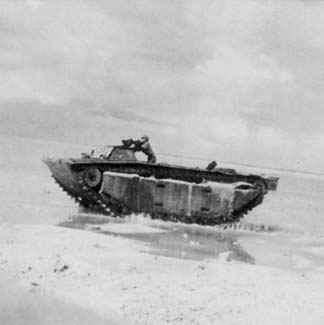
Un LVT-2 armato di mitragliatrice approda a Betio

Alle 10:00 circa i marine erano asserragliati dietro la barriera di tronchi di palma, senza artiglieria e senza carri armati; le unità si erano mischiate tra loro, mancavano morfina, bende, plasma per le trasfusioni, tanto che i medici attingevano ciò di cui necessitavano dal pacchetto medico dei cadaveri.
Mentre i giapponesi sottoponevano le precarie teste di ponte a un feroce rullo compressore, 8 LCM, ognuna avente a bordo un M4 Sherman, si avvicinarono alle scogliere per sbarcarli e sbloccare così la situazione sulle spiagge; dietro seguivano cinque LCVP con truppe di riserva. L'artiglieria giapponese li individuò, due LCM e due chiatte furono polverizzati durante le operazioni di scarico, in quanto il livello del mare si era ulteriormente abbassato e soldati e carri armati dovettero sbarcare direttamente sulla scogliera e attraversare la laguna sotto il tiro delle armi nipponiche, che però non fermò i mezzi corazzati e provocò meno perdite alla nuova ondata; nel frattempo i genieri avevano distrutto una parte della barricata, permettendo così agli Sherman di coprire l'avanzata nell'interno, facilitando notevolmente la distruzione dei fortini e delle postazioni giapponesi. Il volume di fuoco delle armi nipponiche continuava a essere però spaventoso, e alle 12:00 circa 4 carri erano distrutti, con i rimanenti che cercavano di appoggiare ogni puntata offensiva dei Marines, in particolare sparando a distanza ravvicinata sulle fortificazioni.
Alle 13:30 il quadro globale poteva così riassumersi: nella zona di giunzione tra le spiagge Red 2 e Red 3 si era creata una vasta testa di ponte lunga 600 metri e profonda 250, che comprendeva parte dell'aeroporto; più a ovest, su Red 1, una testa di ponte di 200 metri per 200 circa era stata stabilita nel promontorio che richiamava per la forma il "becco" di Betio; tra di esse vi era una enclave giapponese particolarmente coriacea; in altri punti della costa gli americani occupavano strisce profonde dai 20 ai 30 metri. I Marines difettavano ancora di artiglieria ed era necessario rafforzare il supporto dei carri armati. Infine il generale Smith decise di far sbarcare la riserva, costituita dal 6º reggimento.
La battaglia continuò ferocemente fino a sera, dissanguando gli attaccanti e distruggendo gli ultimi 2 Sherman; l'unico fattore positivo era che la grande nuvola di polvere si era diradata. Per il resto il primo giorno dello sbarco era stata una delusione cocente, che aveva rischiato di trasformarsi in una ritirata: i morti e i feriti erano saliti a 1500 circa, la profondità media delle teste di ponte era scarsa e ogni volta che si tentava di aumentarla, anche con l'uso intensivo di lanciafiamme e cariche esplosive, lo scotto da pagare era troppo alto; anche le perdite in mezzi da sbarco dei vari tipi erano state pesanti.

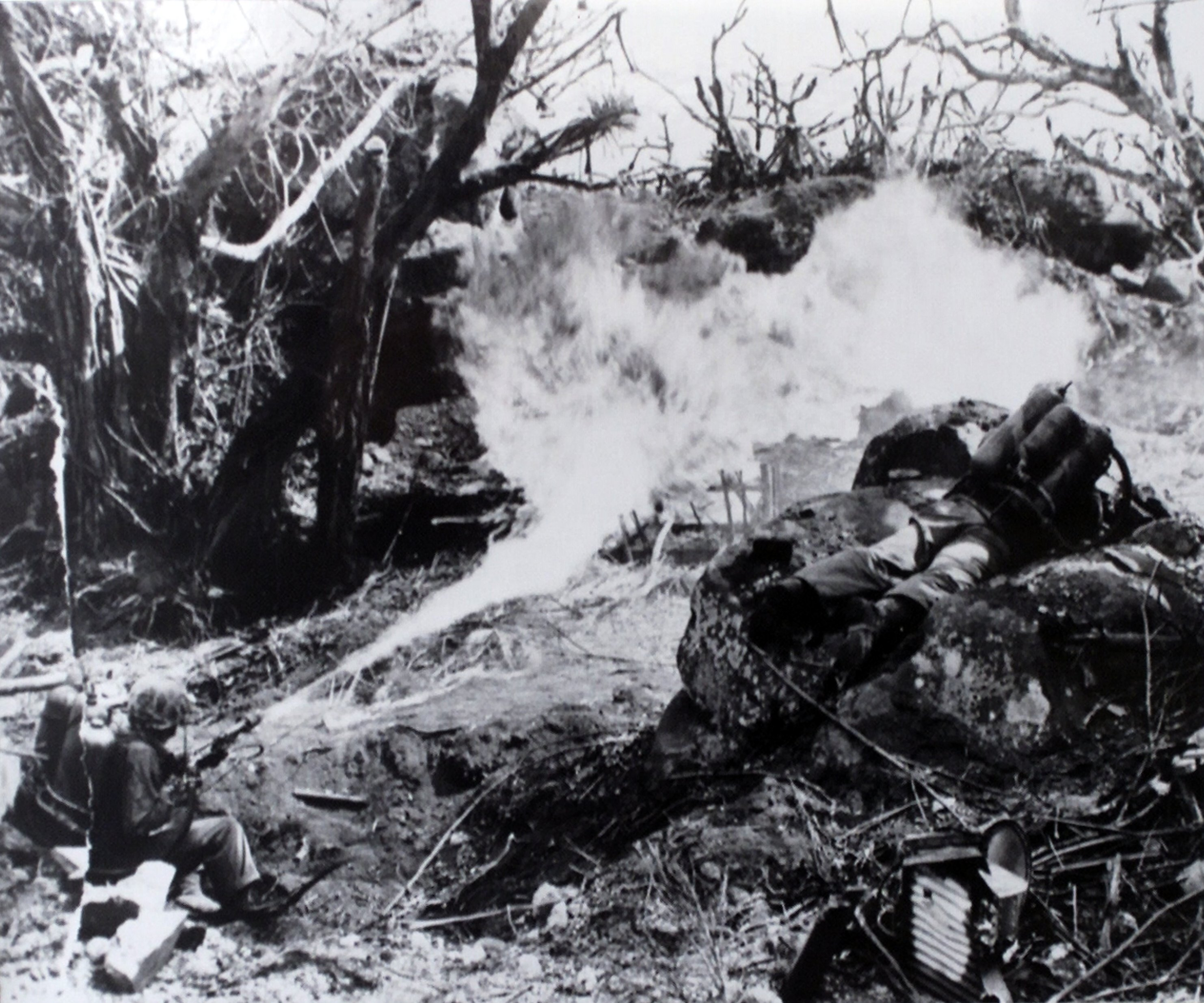
Un marine armato di lanciafiamme cerca di annientare l'opposizione giapponese lungo un sentiero; sul masso a destra il cadavere di un secondo flammiere

Gli spossati Marines, però, avevano un ennesimo motivo per preoccuparsi: si avvicinava la notte, e con essa si sarebbero inevitabilmente scatenati i temuti attacchi banzai così cari ai giapponesi, come era stato constatato a Guadalcanal.
Il contrammiraglio Shibasaki era orgoglioso dei risultati ottenuti durante la giornata: anche se gli statunitensi avevano costituito alcune teste di ponte, il suo sistema difensivo si era dimostrato solido e spaventosamente efficiente, nonostante lo spiegamento da parte dell'avversario di una grande flotta e di numerosi mezzi anfibi. Ovviamente l'ammiraglio, giunta la sera, programmò un vasto attacco per ributtare a mare gli invasori, ma ebbe un'amara sorpresa: i bombardamenti precedenti e contemporanei lo sbarco avevano distrutto tutte le reti telefoniche e ogni comunicazione elettrica. Era perciò impossibile sia coordinare azioni di grande portata, sia inviare ordini ai vari raggruppamenti di soldati giapponesi. La guarnigione di Betio era di fatto divisa in nuclei di resistenza sotto la responsabilità dei comandanti asserragliati in esse. Di conseguenza durante la notte si ebbero solo sporadici combattimenti, ma un piccolo reparto di nipponici, non visto dagli americani, nuotò fino a un relitto di una nave trasporto giapponese arenatosi sulla spiaggia, il Saida Maru, e vi piazzò diverse mitragliatrici. In campo statunitense si provvide a sbarcare i primi pezzi d'artiglieria e a evacuare i feriti con l'ausilio degli AMTRAC.

### Il secondo giorno - 21 novembre

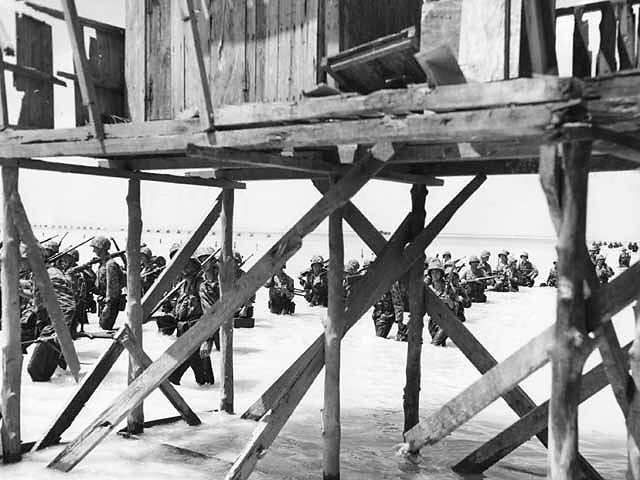
Marine giungono su Betio nella giornata del 21 novembre per rafforzare le provate truppe della prima ondata

Nelle prime ore del 21 novembre si ebbe una riunione sull'incrociatore pesante e nave ammiraglia USS Indianapolis, durante la quale i comandanti delle unità esposero i propri punti di vista e conclusioni al viceammiraglio Spruance, il quale decise che non vi sarebbe stato nessun reimbarco e che anzi si facesse sbarcare il 1º battaglione dell'8ºreggimento.
Gli uomini salirono a bordo delle chiatte che, giunte alle scogliere alle ore 06:15 e non coadiuvate dagli AMTRAC, dovettero aprire i portelli e far scendere i marine in acqua, ripetendo dunque lo schema operativo del giorno prima. In quel momento la guarnigione giapponese sembrò risvegliarsi all'unisono: una grandinata di bombe di mortaio e raffiche di mitragliatrice iniziò il massacro della nuova ondata che era nell'impossibilità di reagire; dei 199 uomini del 1º Battaglione, solo 90 poterono giungere sulle spiagge. Su Betio sembrava che nulla fosse stato distrutto.
Dalle due teste di ponte l'artiglieria iniziò a colpire le fortificazioni nipponiche, mentre l'aviazione tattica le bersagliava dall'alto e i Marines avanzavano lentamente, riducendo al silenzio le postazioni di tiro una a una: come il giorno precedente, all'alto numero di perdite corrispose la conquista di pochi metri di terreno. Nel settore centrale il maggiore Crowe aveva attaccato una cintura di fortini di straordinaria resistenza, che mietevano numerosissime vittime tra i suoi ranghi: era il rifugio dell'ammiraglio Shibasaki e del suo stato maggiore. Dalla testa di ponte a ovest, il maggiore Ryan non riusciva a progredire di un passo, tanto il fuoco giapponese era fitto e micidiale; alla fine intervennero due cacciatorpediniere che devastarono parte dei fortini nipponici: protetti da un carro Sherman i Marines iniziarono ad avanzare. La battaglia continuò ferocemente per tutta la mattina e le prime ore del pomeriggio, registrando un allargamento delle due teste di ponte assai lento e penoso, ma costante: alle 16:00 circa si poteva notare una sia pur minima diminuzione del volume di fuoco dei difensori, mentre gli statunitensi erano riusciti dalle spiagge Red 2 e Red 3 a raggiungere la costa sud, tagliando così l'isola in due; a ovest Ryan si era incuneato profondamente nel sistema difensivo nipponico. Durante l'occupazione di alcuni fortini i Marines notarono come i soldati imperiali si fossero suicidati con i fucili o le bombe a mano.

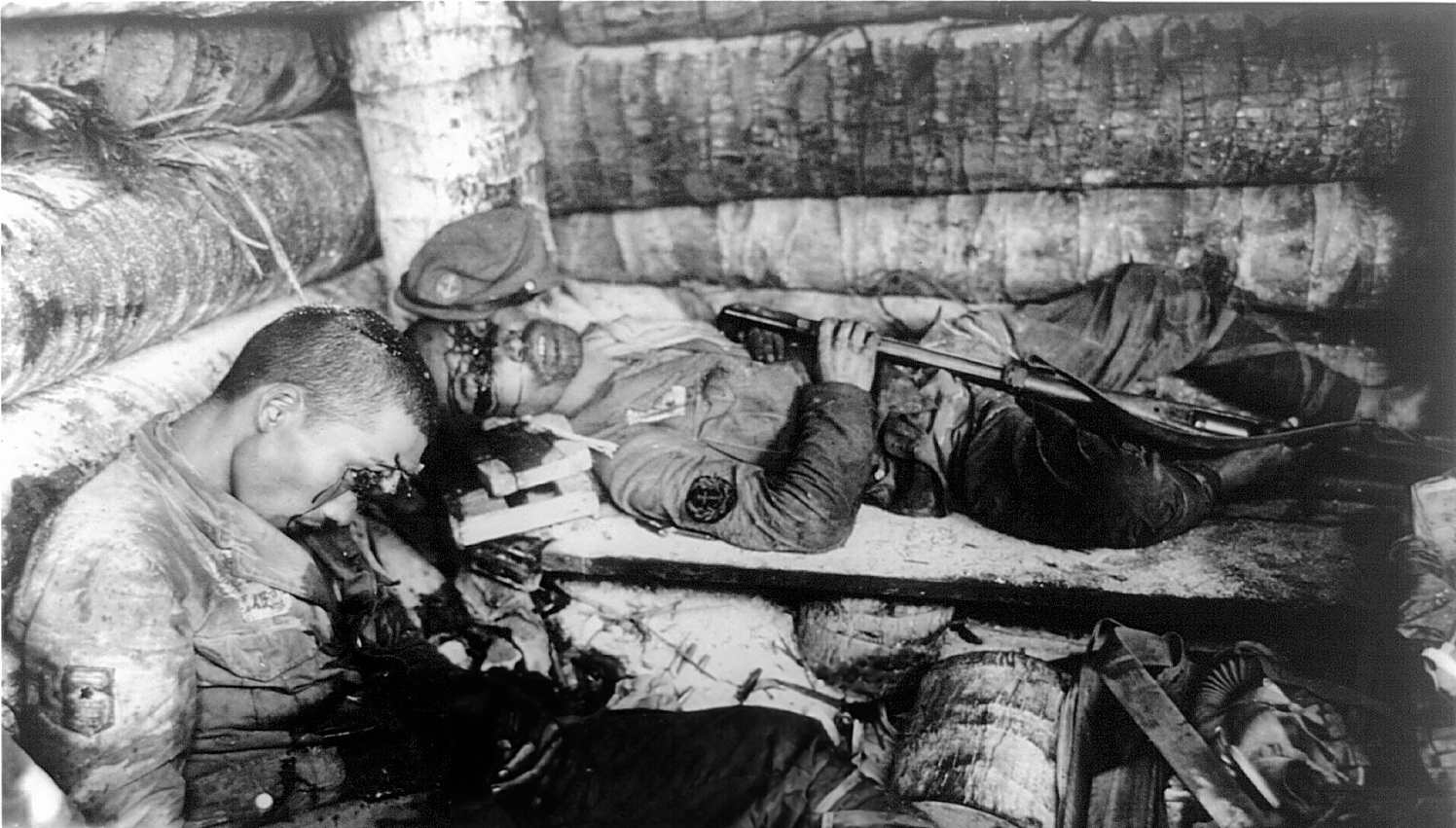
Una cruda immagine del suicidio di due soldati giapponesi: per il codice militare bushido, manipolato nel corso degli anni trenta, la prigionia era la peggiore delle umiliazioni per un militare ed esponeva (secondo le notizie ufficiali) a sadiche torture perpetrate dagli statunitensi

Dopo le 17:00, mentre su Betio infuriavano i combattimenti, aerei americani attaccarono e distrussero il fortino dell'isoletta di Bairiki, a est della prima; poco dopo il 2º battaglione dell'8º reggimento Marines occupò Bairiki ove furono piazzati cannoni di grosso calibro per cannoneggiare la parte orientale di Betio. Un'ora dopo circa il 1º battaglione del 6º reggimento sbarcava per dare man forte al maggiore Ryan, e il colonnello Shoup veniva sostituito dal generale Merritt Edson. Il principale problema che si presentò, e che non fu per il momento risolto, fu superare la vera e propria ridotta di Shibasaki: nonostante i reiterati assalti frontali, le cannonate dei carri armati, i proiettili dei cacciatorpediniere e gli attacchi aerei i fortini giapponesi rimanevano solidamente in piedi sviluppando un vasto volume di fuoco. Ma l'ammiraglio sapeva che ormai la guarnigione non avrebbe resistito a lungo, le munizioni presto sarebbero venute meno ed era semplicemente ridicolo pensare a richiedere rinforzi: inviò dunque un messaggio al Quartier generale imperiale di questo tenore.
Al calare della notte la situazione dei marines era un poco migliorata: la zona occupata a ovest comprendeva ormai quasi tutta la "testa" dell'isola, quella centrale era avanzata fino a spezzare in due il fronte giapponese; ma rimanevano ancora casematte e forti sparsi che, sebbene isolati, provocavano altre perdite; altre postazioni erano state addirittura rioccupate durante la battaglia, così i marines avevano dovuto spesso guardarsi anche le spalle prima di procedere. Le ore notturne trascorsero tranquille, non essendosi verificato alcun contrattacco, ma la violenza della lotta e l'inafferabilità dei soldati giapponesi iniziavano a far disperare anche i più risoluti.

### Il terzo giorno - 22 novembre

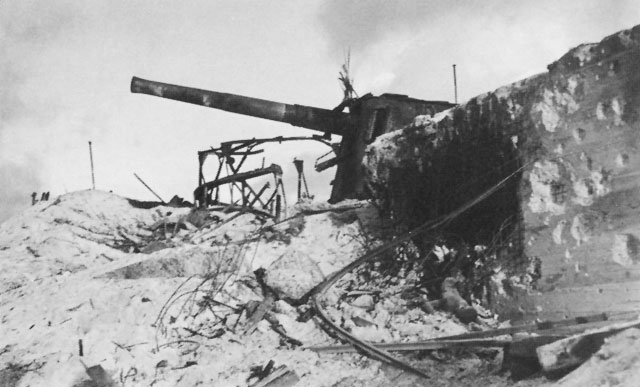
Uno dei quattro cannoni Vickers da 203 mm giapponesi su Betio; la postazione di questo pezzo venne distrutta dall'artiglieria delle navi americane al largo

I combattimenti ripresero quasi con la stessa intensità del giorno precedente già nel primo mattino, riaccedendo il frastuono delle cannonate e dei mitragliamenti su tutta l'isola. Il generale Smith della 2ª Divisione sbarcò allora per prendere direttamente sotto il suo comando le truppe e prepararsi a un altro giorno di sanguinosi scontri, quando fu informato di un nuovo metodo di attacco ai temibili forti giapponesi, adoperato dal 1º battaglione del maggiore Ryan: consisteva nel mandare avanti, coperti dai carri armati e da un intenso fuoco di mitragliatrici, dei bulldozer che, spingendo masse di sabbia contro le feritoie, neutralizzavano la postazione nipponica presa di mira; nel frattempo l'opera difensiva sarebbe stata circondata da altri soldati che avrebbero eliminato i giapponesi che ne uscivano semiasfissiati. Tale originale espediente fu reso noto a tutte le unità e così l'avanzata divenne più facile e meno costosa in termini di uomini e tempo, sollevando il morale dei soldati.
Si verificò, nella mattinata, un altro evento positivo per gli spossati Marines: il superfortino ove era asserragliato il contrammiraglio Shibasaki era stato distrutto e superato. Infatti, alle ore 09:30 numerosi mortai da 81 mm, riuniti appositamente per l'attacco, iniziarono a far fuoco contro l'opera, che però non sembrò risentire della fitta pioggia di bombe. All'improvviso una parte del forte saltò in aria, probabilmente perché era stato colpito un deposito di munizioni; subito alcuni bulldozer riempirono la breccia di sabbia. Allo stesso tempo i soldati americani si inerpicarono sopra il fortino, rovesciarono litri di benzina nei condotti d'aerazione e fecero cadere dentro decine di bombe a mano: il fragore della battaglia circostante non coprì le grida spaventose che provennero dall'interno. Duecento giapponesi erano morti e tra essi vi era il contrammiraglio Shibasaki. L'azione, oltre a rappresentare un successo tattico di una certa importanza, contribuì al miglioramento del morale e alla presa di coscienza da parte americana che la vittoria, nonostante la ancora feroce resistenza nipponica, era sempre più vicina.

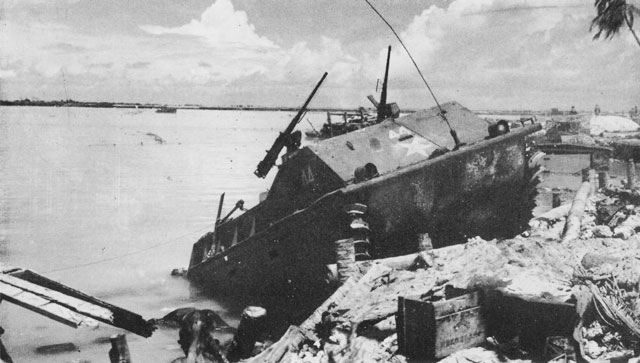
Un LVT danneggiato dal fuoco giapponese e arenatosi sulla barriera di tronchi di palma: la guarnigione nipponica combatté accanitamente fino alla fine

Alle ore 11:00 circa le truppe di Ryan si univano ai Marines provenienti da settentrione sulla costa sud, per espandere le teste di ponte verso est. Intanto sbarcava sulla costa ovest (spiaggia Green) il 3º battaglione del 6º reggimento, che mise piede a terra nonostante fosse contrastato da mitragliamenti e cannoneggiamenti nipponici: si ebbe qualche minuto di panico, ma lo scarico di materiali e veicoli fu portato a termine e con l'appoggio delle artiglierie navali poté iniziare l'avanzata. Nel frattempo i maggiori Ryan e Crowe si erano riorganizzati e avevano iniziato a penetrare nelle difese a tiro incrociato attorno l'aeroporto. La lotta per le piste d'atterraggio fu lunga e violenta, ma alle 18:30 circa esso era stato completamente ripulito dalle postazioni giapponesi. Qui giunti i Marines si trincerarono alla meglio sul perimetro orientale, e avevano da poco finito di sistemarsi per la notte quando alle 19:30 circa 60 soldati imperiali si gettarono all'assalto delle linee, penetrandovi. Vista la situazione e la ferocia dell'attacco fu chiamato a supporto il 3º battaglione. Alle 22:30 si verificò una carica banzai condotta da un centinaio di giapponesi che sfondò i trinceramenti dei Marines: scoppiarono numerosi e selvaggi corpo a corpo e alcuni soldati nipponici si lasciavano cadere nelle buche individuali per farsi saltare in aria con una granata insieme agli occupanti. La battaglia si trascinò per mezz'ora ma la spinta offensiva fu arginata e i giapponesi respinti con gravissime perdite.
A parte questo colpo di coda, la giornata era stata positiva per il generale Smith: la parte centro-occidentale di Betio era praticamente al sicuro, visto che resistevano solo postazioni isolate; l'aeroporto era stato conquistato, cosa che permetteva un appoggio immediato dell'aviazione, e infine l'avanzata si svolgeva ora su un fronte regolare e ben munito di artiglierie e carri armati.

### Il quarto giorno, fine della battaglia - 23 novembre

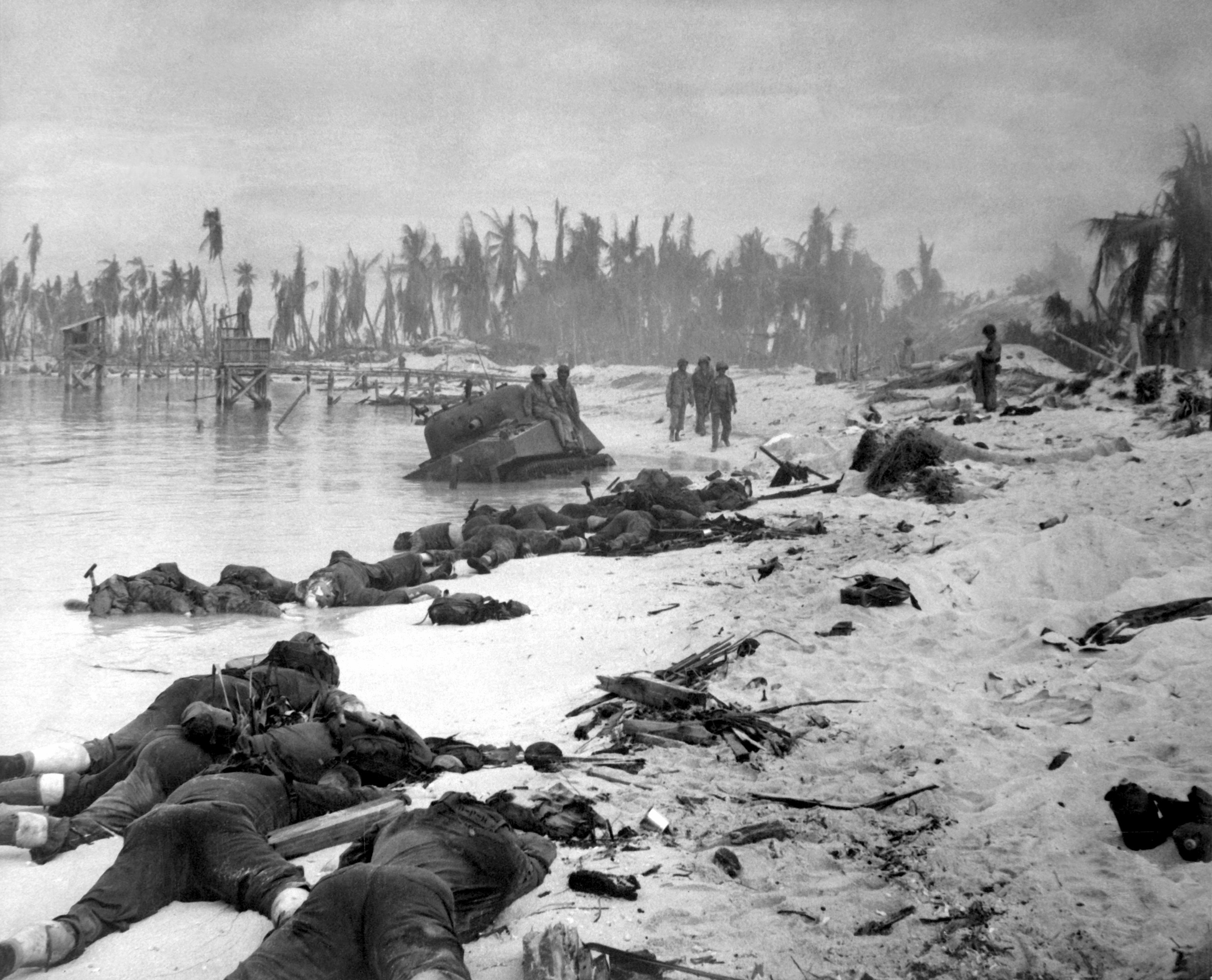
Le spiagge di Betio dopo la fine dei combattimenti; sullo sfondo uno Sherman fuori uso

Dopo il secondo attacco giapponese i Marines erano ancora scossi, il 3º battaglione non era ancora giunto e lo schieramento era stato ricucito solo in parte; quando alle 04:00 ben 300 soldati imperiali si lanciarono all'assalto delle precarie linee statunitensi le prime posizioni non ressero l'urto e furono sommerse: si scatenarono di nuovo combattimenti alla baionetta e corpo a corpo, ma dopo un'ora circa le mitragliatrici e i mortai ebbero ragione dei nipponici. Alle 05:00 passate, al sorgere del giorno, circa quattrocento corpi tra marines e giapponesi giacevano attorno al campo di battaglia notturno. Ormai, però, era chiaro che la resistenza di Betio doveva durare ancora per poco: i giapponesi avevano perduto il loro comandante e si erano trincerati nella parte più orientale dell'isola; nei fortini abbandonati o distrutti si scoprivano sempre più spesso cadaveri di soldati nipponici che si erano dati la morte.

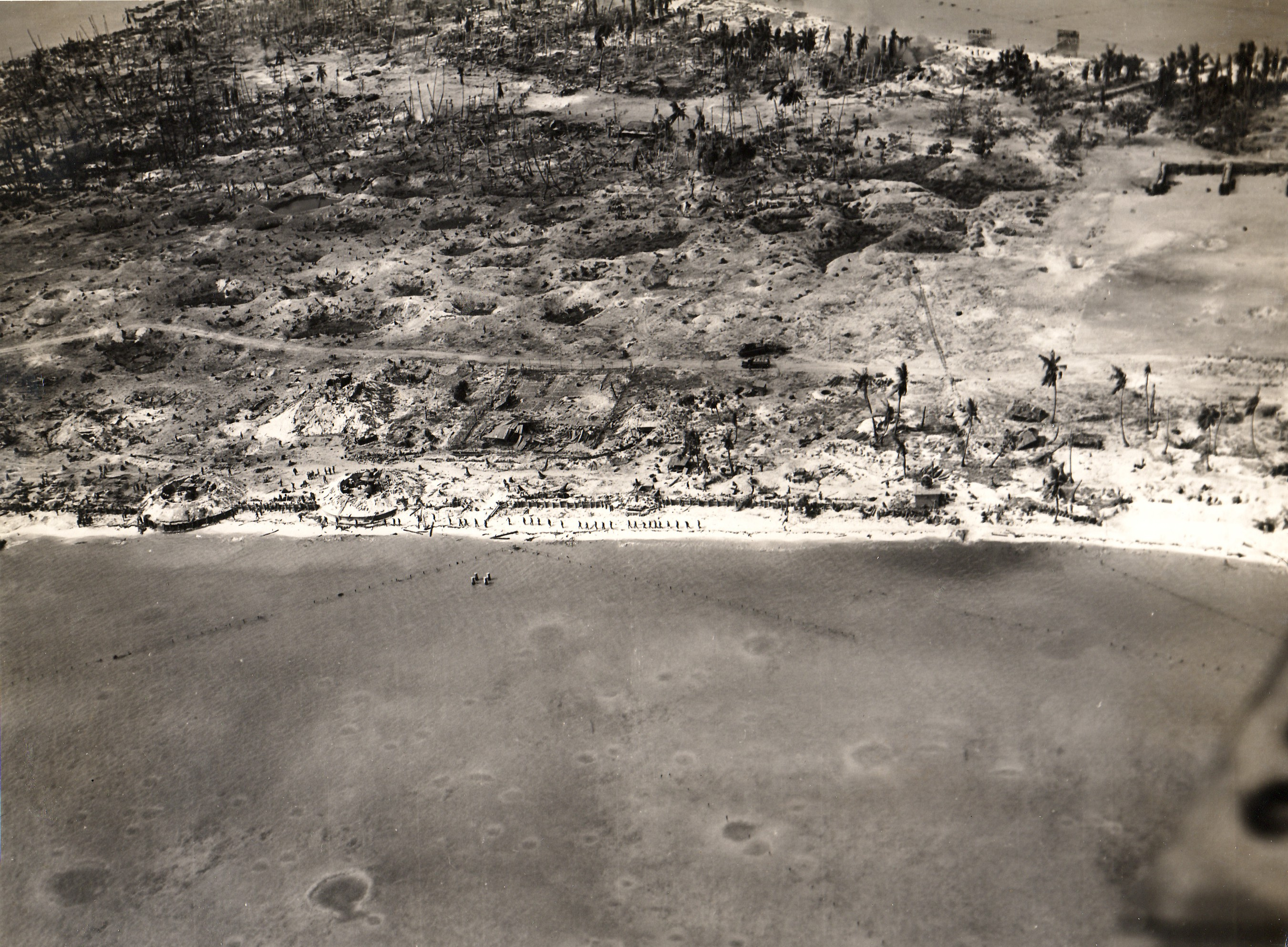
Un'immagine di Betio del 24 novembre ripresa da un Douglas SBD Dauntless al termine della battaglia

Alle ore 07:00, per preparare il terreno a quella che si sperava essere l'ultima avanzata, la "coda" dell'isola fu presa sotto il fuoco dei mortai, degli aerei e dei cannoni delle corazzate, operazione che durò fino alle 07:30. Mezz'ora dopo il 3º battaglione partì all'attacco, appoggiato da 9 carri armati, ma i giapponesi reagirono con ferocia: il tiro delle armi automatiche e dei pochi pezzi rimasti bloccò l'avanzata dei Marines, a cui sembrò di rivivere le penose ore successive lo sbarco. Il bombardamento aveva avuto scarso effetto sulle fortificazioni giapponesi, e i combattimenti si svilupparono violenti sulla costa a nord e nell'interno per quattro ore: i giapponesi superstiti combatterono disperatamente e con ostinazione, cercando di provocare quante più perdite tra gli attaccanti, ma le munizioni erano agli sgoccioli, le postazioni devastate; intorno alle 12:00 la punta orientale di Betio era stata rastrellata e circa 500 giapponesi uccisi. Dopo qualche altro sporadico scontro, l'isola fu dichiarata conquistata alle 13:30 del 23 novembre. Ancora per diversi giorni franchi tiratori e giapponesi sopravvissuti all'interno delle casematte tartassarono gli americani, che dovettero così ripercorrere Betio per eliminarli, compito che fu portato a termine non senza altre vittime.

## Bilancio, conseguenze e conclusioni
La battaglia su Betio fu molto più ardua e costosa di quanto i comandanti statunitensi avessero previsto: durante i quattro giorni di sanguinosi combattimenti, la 2ª Divisione Marines ebbe circa 1 000 morti e più di 2 000 feriti; anche la marina pagò il suo tributo di sangue con circa 300 marinai tra uccisi e feriti. Il Giappone ebbe perdite ben più gravi, oltre 5 000 morti: il tipo di lotta adottato e la intransigente psicologia bellica e patriottica provocarono il quasi totale annientamento della guarnigione nipponica e la distruzione di tutti gli armamenti. Gli americani riuscirono a catturare solo 17 soldati imperiali, tutti feriti, e poco più di un centinaio di operai coreani.

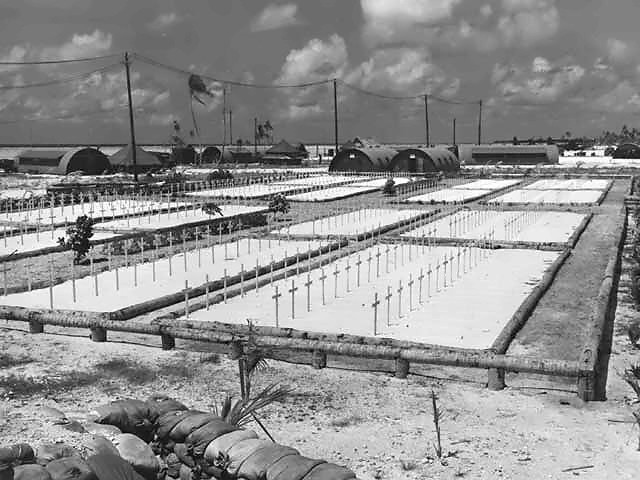
Uno dei 37 cimiteri creati a Tarawa per seppellire le migliaia di cadaveri di entrambi gli schieramenti

Con la conquista di Betio l'atollo di Tarawa passò sotto il controllo americano, le altre isole essendo poco o affatto occupate; si ebbero ancora alcuni combattimenti sull'atollo Makin, nella parte settentrionale, che cadde il 24 novembre; gli atolli non attaccati rimasero ignorati fino alla fine della guerra. La campagna delle Gilbert era finita: gli Stati Uniti ebbero circa 4500 perdite tra morti e feriti, mentre il Giappone registrò la distruzione di quasi tutte le truppe del settore. Con l'arcipelago nelle loro mani, gli Stati Uniti potevano sferrare facilmente massicce offensive sia contro le Marshall che le Caroline, zone di vitale importanza strategica per l'Impero giapponese.
La violenza dello scontro e la potenza delle fortificazioni nipponiche indussero gli strateghi statunitensi a operare numerose migliorie e cambiamenti nella tattica: ad esempio, si provvide a sostituire le radio in dotazione al corpo dei Marines con i walkie-talkies dell'esercito, molto più funzionali; gli equipaggi delle navi furono addestrati a sparare a cortina, ovvero facendo cadere le salve lungo una linea retta che avanzasse gradatamente, per massimizzare i danni; ancora, si programmò che un gruppo di chiatte con un carico standard utile a diversi tipi di necessità si mantenesse pronto a partire appena le truppe sbarcate ne avessero richiesto l'appoggio. L'amara lezione delle scogliere non fu dimenticata: le successive operazioni anfibie furono preparate scientificamente e il luogo dello sbarco studiato a fondo. Infine si stabilì che le forze incaricate di uno sbarco sarebbero state molto più ingenti di quelle impiegate per Betio (nell'ordine di minimo 30 000-40 000 uomini) e le incursioni aeree preparatorie molto più frequenti e di maggiore durata. Anche i giapponesi trassero opportuni insegnamenti dalla feroce battaglia: la radio di Betio, che continuò a trasmettere fino al 22 novembre, aveva fornito preziose informazioni sul modo di combattere, sui mezzi, armi e tattiche statunitensi. Si poterono così studiare stratagemmi e difese da opporre loro, in cui gli americani incapperanno durante la guerra nel Pacifico.